# ویلیام لیوینگستون
ویلیام لیوینگستون (William Livingston) (۳۰ نوامبر ۱۷۲۳ – ۲۵ ژوئیه ۱۷۹۰)، سیاستمداری آمریکایی بود که به عنوان اولین فرماندار نیوجرسی (۱۷۷۶–۱۷۹۰) در طی جنگ انقلابی آمریکا، خدمت کرد. وی به عنوان نماینده نیوجرسی در کنگره قاره‌ای، انجمن قاره‌ای، قانون اساسی ایالات متحده را امضا کرد. او یکی از پدران بنیان‌گذار ایالات متحده و یکی از بنیان‌گذاران نیوجرسی به حساب می‌آید.

## اوایل زندگی
لیوینگستون در۳۰ نوامبر ۱۷۲۳ در شهر آلبانی استان نیویورک به دنیا آمد. او پسر فیلیپ لیوینگستون (۱۶۸۶–۱۷۴۹) دومین لرد عمارت لیوینگستون و کاترین ون بروگ، تنها فرزند پیتر ون بروگ، شهردار آلبانی بود. برادرهای بزرگ‌تر او عبارت‌اند از؛ رابرت لیوینگستون، سومین لرد عمارت لیوینگستون (۱۷۰۸–۱۷۹۰)، پیتر فن بروگ لیوینگستون خزانه‌دار استان نیویورک (۱۷۱۰–۱۷۹۲) و فیلیپ لیوینگستون (۱۷۱۶–۱۷۷۸) یکی از اعضای سنای استان نیویورک بود.
لیوینگستون تحصیلات اولیه خود را در مدارس محلی و نزد مدرسان محلی، گذراند. او در ۱۳ سالگی، برای یک سال زندگی و آماده شدن برای ورود به کالج، به همراه مبلغ مذهب انگلیکن و فارغ‌التحصیل کالج ییل، هنری بارکلی که در میان ایروکواها (گروهی از بومیان آمریکایی) در دره موهاک در فورت هانتر زندگی می‌کرد، فرستاده شد. لیوینگستون در ۱۷۳۷ در دانشگاه ییل نام‌نویسی کرد و در ۱۷۴۱ فارغ‌التحصیل شد. او به نیویورک، جاییکه در آن حقوق خواند و کارمند حقوقی وکیل برجسته، جیمز الکساندر شد، رفت. وی در بهار ۱۷۴۶ قبل از پایان دوره کارآموزی، به دلیل اختلاف نظر، دفتر الکساندر را ترک کرد و به دفتر ویلیام اسمیت پیوست.

## حرفه
در ۱۷۴۸ او وکیل شد و کار خود را از شهر نیویورک آغاز کرد. در ۱۷۵۲، او به همراه ویلیام اسمیت جونیور، پسر استاد حقوق خود و جان مورین اسکات، یک، هفته‌نامه به نام ایندیپندنت رفلکتور را تأسیس کرد. این سه نفر توسط هم‌عصران خود «سه‌گانه» نامیده می‌شدند. رفلکتور اولین نشریه سریالی غیرروزنامه‌ای نیویورک و تنها نشریه‌ای بود که در آن زمان در آمریکای شمالی بریتانیایی منتشر می‌شد. از آن به عنوان یک پلت فرم توسط «جناح کشوری» صاحب زمین پروتستان در ناحیه بالای استان به رهبری لیوینگستون، برای به چالش کشیدن انگلیکن‌های قدرتمند پایین استان و تاجر اصلاح‌طلب هلندی یا «جناح مردمی» به رهبری قاضی ارشد جیمز دی لنسی، استفاده شد. مهم‌تر از همه، سه‌گانه، تأسیس کالج کینگز را به عنوان توطئه‌ای از طرف انگلیکن‌ها برای گماشتن اسقف در آمریکا، استاد سابقش کشیش هنری بارکلی، رئیس کلیسای ترینیتی و استاد حقوق سابقش جیمز الکساندر را مورد حمله قرار داد.
انتشار رفلکتور پس از شماره پنجاه و دوم در اواخر ۱۷۵۳، با اعمال فشارهای سیاسی بر چاپ‌کنندهٔ آن، جیمز پارکر، متوقف شد. اما لیوینگستون و متحدانش در طی سال بعد، با پشتوانه‌هایی در روزنامه‌های دیگر، به حمله به کالج ادامه دادند. با طرح مسائل تفرقه‌انگیز، او موفق شد نیمی از بودجه جمع‌آوری‌شده توسط یک قرعه‌کشی استانی برای کالج را تأمین بودجه ساخت یک زندان جدید و یک خانه قرنطینه برای ملوانان کشتی‌های آسیب دیده، استفاده کند. کالج کینگ علی‌رغم تلاش‌های لیوینگستون، توسط رئیس و کشیش ساموئل جانسون در ژوئیه ۱۷۵۴ باز شد و در ۳۱ اکتبر ۱۷۵۴ اجازه‌نامه آن توسط پادشاه، اعطا شد. اگرچه او نتوانست کالج را ببندد، اما همان‌طور که پیش‌بینی می‌شد، هیچ اسقفی وارد آن نشد.
لیوینگستون از نظر سیاسی فعال باقی‌ماند و در ۱۷۶۸ برای عضویت انجمن فلسفی آمریکا انتخاب شد و یک دوره نیز در مجمع عمومی نیویورک خدمت کرد تا اینکه متحدان سیاسی او در ۱۷۶۹، قدرت را از دست دادند و برادرزاده‌اش پیتر رابرت لیوینگستون، بزرگ‌ترین پسر بازمانده برادرش رابرت، جایگزین او شد.

### نیوجرسی
در سال ۱۷۷۲، او به الیزابت تاون (الیزابت امروزی، نیوجرسی) نقل مکان و خانه‌ای در شهر اجاره کرد. الکساندر همیلتون جوان، اواخر زمستان را با لیوینگستون در حالی که در مدرسه گرامر فرانسیس باربر تحصیل می‌کرد، زندگی نمود. لیوینگستون، ساخت یک خانه بزرگ روستایی را برای اسکان خانواده در حال رشدش، شروع کرد. این خانه که به تالار آزادی معروف است، هنوز هم پابرجا است. پس از به‌دست آوردن نفوذ قابل توجه در میان میهن‌پرستان محلی، لیوینگستون به عنوان یکی از نمایندگان نیوجرسی در کنگره قاره‌ای، انتخاب شد. او از ژوئیه ۱۷۷۴ تا ژوئن ۱۷۷۶ خدمت کرد. اما کنگره ایالتی از انتصاب مجدد او به عنوان نماینده کنگره قاره‌ای به دلیل عدم طرفداری او از استقلال، اجتناب کرد. در عوض، آن‌ها به او پیشنهاد فرماندهی شبه نظامیان استانی را دادند که او این پیشنهاد را نپذیرفت و به نیوجرسی بازگشت و به کمیسیون قبلی خود (در اکتبر ۱۷۷۵) به عنوان سرتیپ شبه نظامیان نیوجرسی، پیوست.
در اوت ۱۷۷۶، او به عنوان فرماندار نیوجرسی انتخاب شد. در بسیاری از زمان‌ها در میان سال‌های ۱۷۷۶ تا ۱۷۷۹، خانوادهٔ او برای امنیت، در پارسی‌پانی حضور داشتند. تالار آزادی چندین مرتبه توسط سربازان یا نیروهای دریایی بریتانیا، مورد بررسی قرار گرفت؛ زیرا برای دستگیری لیوینگستون پاداش قابل توجهی درنظر گرفته شده بود. یک تلاش برای ربودن او در اواسط ژوئن ۱۷۷۹ روی داد. اطلاعات نادرست در مورد بازدید لیوینگستون از خانه دوم خود در پارسی‌پانی منجر به یورش محافظه‌کاران (طرفداران بریتانیا) و در پی آن دستگیری آن‌ها شد. دیوید متیوز، شهردار محافظه‌کار شهر نیویورک (و یک پسر عموی دور (عموزاده) از خانواده شویلر)، به دلیل تلاش برای دستگیری لیوینگستون مظنون بود. خانواده لیوینگستون در ۱۷۷۹ به تالار آزادی بازگشتند تا بازسازی خانهٔ غارت شدهٔ خود را آغاز کنند. وی در ۱۷۸۲ برای عضویت در آکادمی علوم و هنر آمریکا انتخاب شد.

### اواخر زندگی
لیوینگستون به هیئت نمایندگان نیوجرسی در کنوانسیون قانون اساسی ۱۷۸۷ در فیلادلفیا ملحق شد و یکی از امضاءکنندگان قانون اساسی ایالات متحده بود. او در ۱۷۸۸ توسط کنگره ایالات متحده به عنوان وزیر ایالات متحده در هلند منصوب شد اما از پذیرفتن این پیشنهاد، امتناع کرد. او تا زمان مرگش در ۱۷۹۰ هر سال به عنوان فرماندار نیوجرسی انتخاب شد.

## زندگی شخصی
لیوینگستون در سال ۱۷۴۵ با سوزانا فرنچ (۱۷۲۳–۱۷۸۹) در نیوجرسی ازدواج کرد. او دختر زمین‌دار، فیلیپ فرنچ سوم و سوزانا (به نام خانوادگی بروکهولست) فرانسوی بود. پدر و مادربزرگ پدری او فیلیپ فرنچ، بیست و هفتمین شهردار نیویورک و آنتژه (به نام خانوادگی فیلیپس و دختر فردریک فیلیپس) فرانسوی بودند. پدر و مادربزرگ مادری او سوزانا ماریا بروکهلست و آنتونی بروکهلست، سرپرست فرمانداری نیویورک استعماری، در زمان سر ادموند آندروس بودند.

### مرگ و میراث
لیوینگستون در ۲۵ ژوئیه ۱۷۹۰ در الیزابت نیوجرسی فوت کرد و در کلیسای ترینیتی در منهتن دفن شد. اما در ۷ مه ۱۸۴۴ در قبرستان گرین وود بروکلین، دوباره به خاک سپرده شد.